# Le lion sort ses griffes
Pour plus de détails, voir Fiche technique et Distribution.
Le lion sort ses griffes (Rough Cut) est un film britannico-américain de Don Siegel sorti en 1980.

## Synopsis
Avant son départ à la retraite, l'inspecteur de Scotland Yard Cyril Willis veut réussir un gros coup qui lui permettrait d'avoir enfin son heure de gloire. Ainsi pour sa dernière mission, il décide de mettre la main sur Jack Rhodes, un voleur de bijoux qui défraie la chronique. Willis décide de tendre un piège à Jack. Le sachant amateur de jolies femmes, il lui fait rencontrer la délicieuse Gillian Bromley, fille d'un membre du gouvernement britannique et cleptomane au charme redoutable…

## Fiche technique
- Titre original : Rough Cut
- Titre français : Le lion sort ses griffes
- Réalisation : Don Siegel et Peter Hunt (non crédité)
- Scénario : Francis Burns, Anthony Shaffer, d'après le roman Touch the Lion's Paw publié en 1975 par Derek Lambert (1929- 2001).
- Assistant réalisateur : Hal Needham (non crédité)
- Direction artistique : Tim Hutchinson
- Décors : Ted Haworth
- Costumes : Anthony Mendelson
- Photographie : Freddie Young
- Montage : Michael J. Duthie et Douglas Stewart
- Musique : Nelson Riddle
- Production : David Merrick (en)
- Société de production : David Merrick Productions, Paramount Pictures
- Société de distribution : Paramount Pictures,  Cinema International Corporation
- Pays de production :  Royaume-Uni,  États-Unis[1]
- Langue originale : anglais
- Format : couleur — 35 mm — 1,85:1 (Panavision) — son Mono
- Genre : Comédie policière
- Durée : 112 minutes
- Date de sortie :
  - États-Unis : 19 juin 1980
  - France : 8 avril 1981

## Distribution
- Burt Reynolds (VF : Serge Sauvion) : Jack Rhodes
- Lesley-Anne Down : (vf : Annie Sinigalia) : Gillian Bromley
- David Niven (VF : Bernard Dhéran) : inspecteur en chef Cyril Willis
- Timothy West (VF : Francis Lax) : Nigel Lawton
- Patrick Magee (VF : André Valmy) : Ernst Mueller
- Al Matthews : Ferguson
- Susan Littler : Sheila
- Joss Ackland : inspecteur Vanderveld
- Isabel Dean : Mme Willis
- Wolf Kahler (VF : Bernard Woringer) : De Gooyer
- Andrew Ray (VF : Jean-Pierre Leroux) : Pilbrow
- Julian Holloway : Ronnie Taylor
- Douglas Wilmer : Maxwell Levy
- Geoffrey Russell : Tobin
- Ronald Hines : Capitaine Small

## Production
- Selon un article paru dans le Los Angeles Times en février 1980[2], le producteur David Merrick a demandé dès l'été 1977 au scénariste Larry Gelbart de travailler à partir du roman de Derek Lambert. À l'époque Blake Edwards était prévu pour diriger le film, déjà avec Burt Reynolds dans le premier rôle. Après quelques jours, Gelbart était mis hors du projet mais, après plusieurs rencontres avec le producteur et surtout grâce à l'insistance de Burt Reynolds, Gelbart est réintégré. Son scénario est prêt en janvier 1978, mais Blake Edwards n'est pas satisfait. Le scénariste aura une seconde chance en juin 1979, le script ayant été retravaillé entre-temps par plusieurs personnes. Blake Edwards n'est plus sur le projet à cause du travail de post-production qu'il a à faire sur La Malédiction de la Panthère rose. Gelbart travaille alors en collaboration avec le nouveau réalisateur Don Siegel et Burt Reynolds.
- Après quelques semaines, Siegel est remplacé par Peter Hunt, mais il est réengagé peu après, Anthony Shaffer devant retravailler sur la réécriture de certaines scènes.

## Bande originale
- Caravan de Duke Ellington, Irving Mills et Juan Tizol
- C Jam Blues de Duke Ellington
- Sophisticated Lady de Duke Ellington, Irving Mills et Mitchell Parish
- In A Sentimental Mood de Duke Ellington, Irving Mills et Manny Kurtz
- Mood Indigo de Duke Ellington, Irving Mills et Albany Bigard
- Prelude To A Kiss de Duke Ellington, Irving Gordon et Irving Mills
- Satin Doll de Duke Ellington, Johnny Mercer et Billy Strayhorn
- I Got It Bad (And That Ain't Good) de Duke Ellington et Paul Webster
- Don't Get Around Much Anymore de Duke Ellington et Bob Russell (en)